# Polyrhachis rere
Polyrhachis rere é uma espécie de formiga do gênero Polyrhachis, pertencente à subfamília Formicinae.